# لياج (مقاطعة)
مقاطعة لياج (بالفرنسية: Province de Liège)‏ هي مقاطعة بلجيكية تقع غرب بلجيكا. تمتد على مساحة 269 كلم2 وتضم 84 بلدية.

## معرض صور

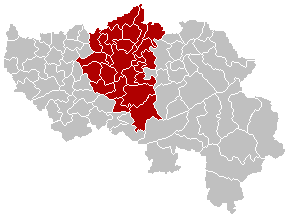
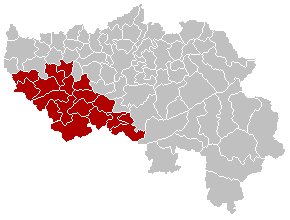
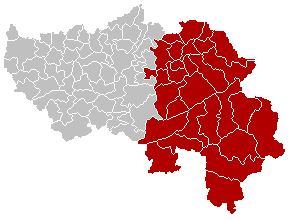
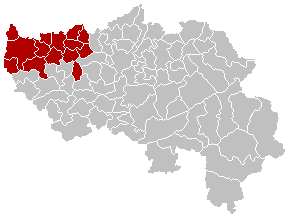

## أعلام
- فيكتور ألبرت